# Storia delle religioni
La storia delle religioni è la disciplina che indaga il tema delle religioni secondo il procedimento storico ovvero avvalendosi delle documentazioni storiche, archeologiche, filologiche, ma anche di ambito etnologico, antropologico, ermeneutico ed esegetico.
Tale documentazione viene usata dallo storico delle religioni nella consapevolezza che sta operando su contesti culturali e sociali assolutamente specifici o diacronici.

## Storia della nozione di "religione" nella cultura occidentale

### La nozione di "religione" nella cultura religiosa greca

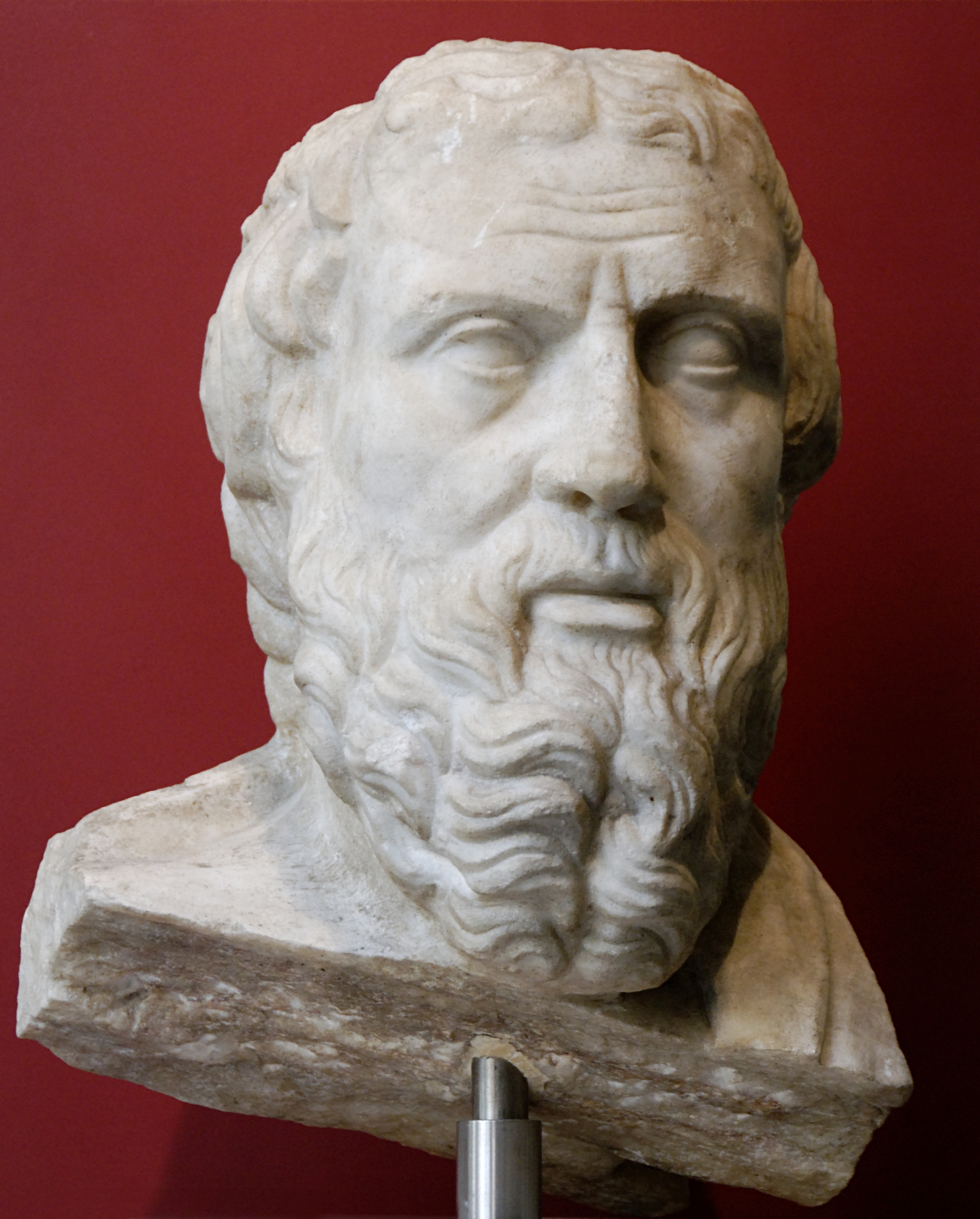
Busto di Erodoto (484 a.C.-425 a.C.) in una copia romana di un originale greco del IV secolo a.C.

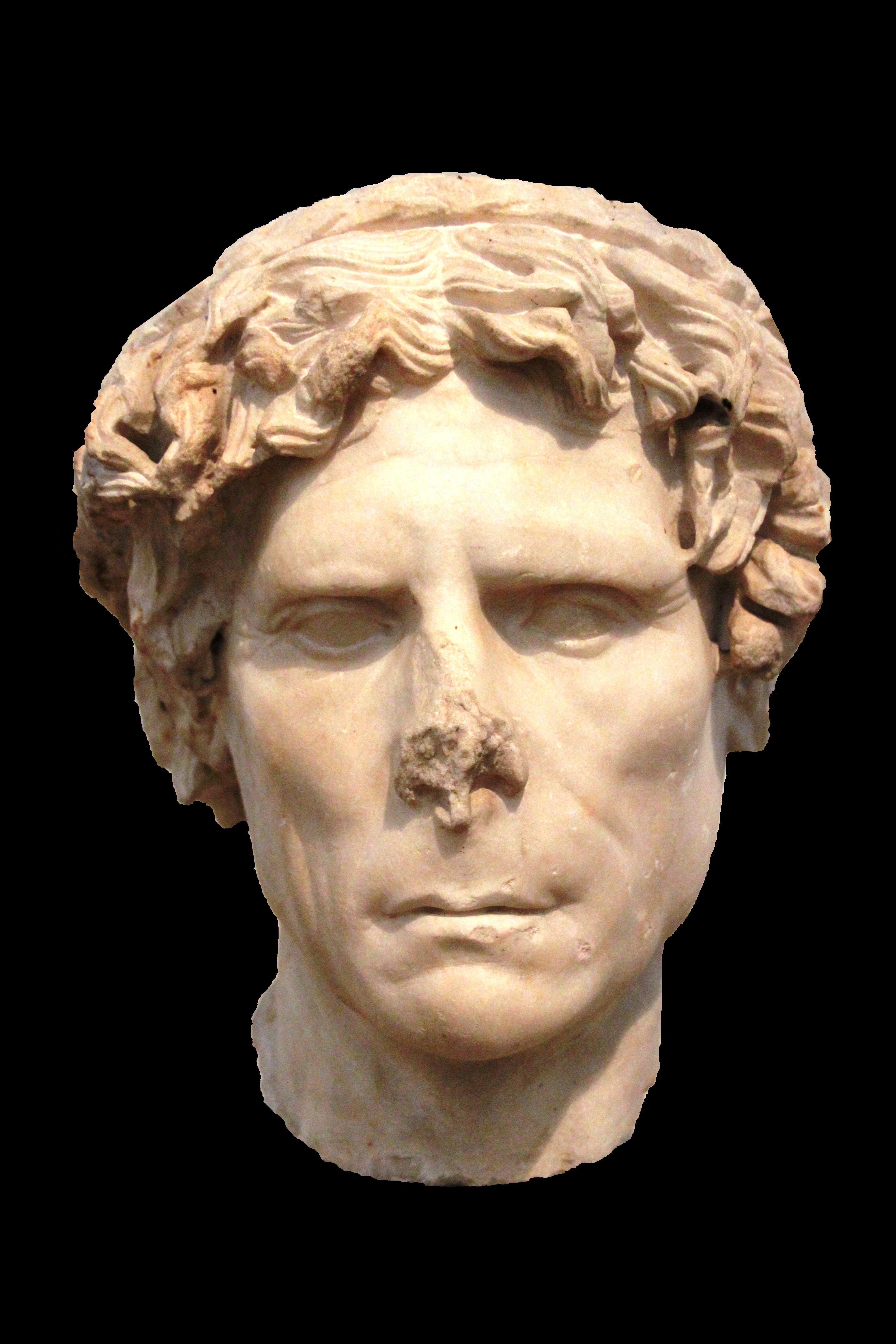
Ritratto in marmo del volto di un sacerdote risalente al I secolo a.C., rinvenuto ad Atene. La corona di alloro che cinge il capo ne indica la funzione sacrale. Conservato al Museo archeologico nazionale di Atene.

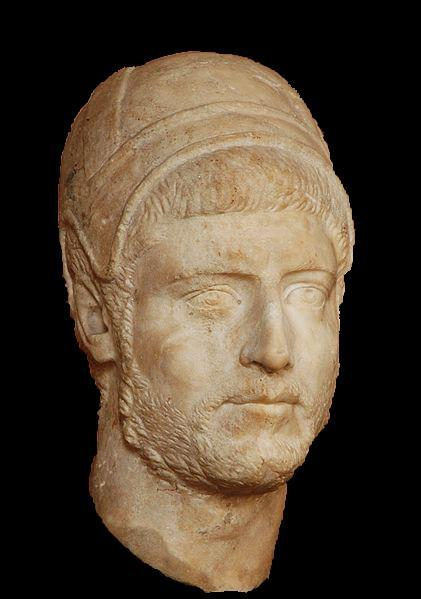
Ritratto in marmo di un flamine, III secolo d.C.

Il termine che nella lingua greca moderna indica la "religione" è θρησκεία (thrēskeia). Tale termine origina da θρησκός (thrēskos; "timore", quindi "timore di Dio") a sua volta da θροέω (throeō, "gridare", "spaventarsi"). Nella cultura religiosa della Grecia antica non esisteva un termine che riassumesse quello che noi intendiamo oggi per "religione", tuttavia thrēskeia possedeva un ruolo e un significato precisi: indicava la modalità formale con cui andava celebrato il culto a favore degli dèi. 
Scopo del culto religioso greco era infatti quello di mantenere la concordia con gli dèi, e non celebrare loro il culto significava provocarne l'ira, da qui il "timore" (θρησκός) che lo stesso culto provocava in quanto connesso con la dimensione del sacro. Il primo autore che riportò usi e costumi religiosi di differenti popoli fu Erodoto (484 a.C.-425 a.C.) nella sua opera le Storie (Ἰστορἴαι Istoriai). Erodoto fu motivato sia dal relativismo religioso sofistico, sia da un profondo interesse nei confronti delle culture "barbare".

### La nozione di "religione" nella cultura religiosa romana

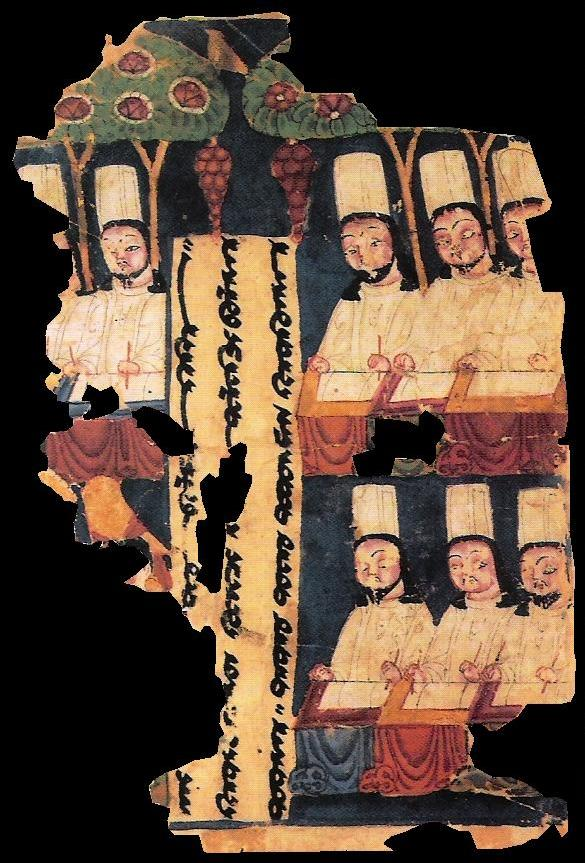
Monaci manichei intenti a copiare testi sacri, con un'iscrizione in sogdiano (manoscritto da Khocho, Bacino del Tarim). Il manicheismo fu una religione perseguitata, al pari di altre, nell'Impero romano in quanto contrastava con il mos maiorum.

La concezione romana di "religione" (religio) corrisponde alla cura nei confronti dell'esecuzione del rito a favore degli dèi, rito che, per tradizione, va ripetuto finché non risulti correttamente eseguito. In questo senso i romani collegavano al termine di "religione" un senso di timore nei confronti della sfera del sacro, sfera propria del rito e quindi della religione stessa.
In un ambito più aperto i romani accoglievano comunque tutti i riti che non contrastassero con il mos maiorum dei tradizionali riti religiosi, ovvero con il costume degli antenati. Quando nuovi riti, e quindi novae religiones, venivano a contrastare con il mos maiorum questi venivano proibiti: fu il caso, ad esempio e di volta in volta, delle religioni ebraica, cristiana, manichea e dei riti bacchanalia.
La prima definizione del termine "religione", ovvero del suo originario termine latino religio, la dobbiamo a Cicerone (106 a.C.-43 a.C.) il quale nel De inventione così la esprime:
(Cicerone. De inventione. II,161)
Con l'epicureo Lucrezio (98 a.C.-55 a.C.) si affaccia una prima critica alla nozione di religione intesa qui come un elemento che sottomette l'uomo per mezzo della paura e da cui il filosofo deve liberarsi:
(Lucrezio. De rerum natura I,62-7. Traduzione di Francesco Giancotti in Lucrezio. La natura. Milano, Garzanti, 2006, pp. 4-5)
(Lucrezio. De rerum natura I, 932)

### La nozione di "religione" nell'Occidente cristiano

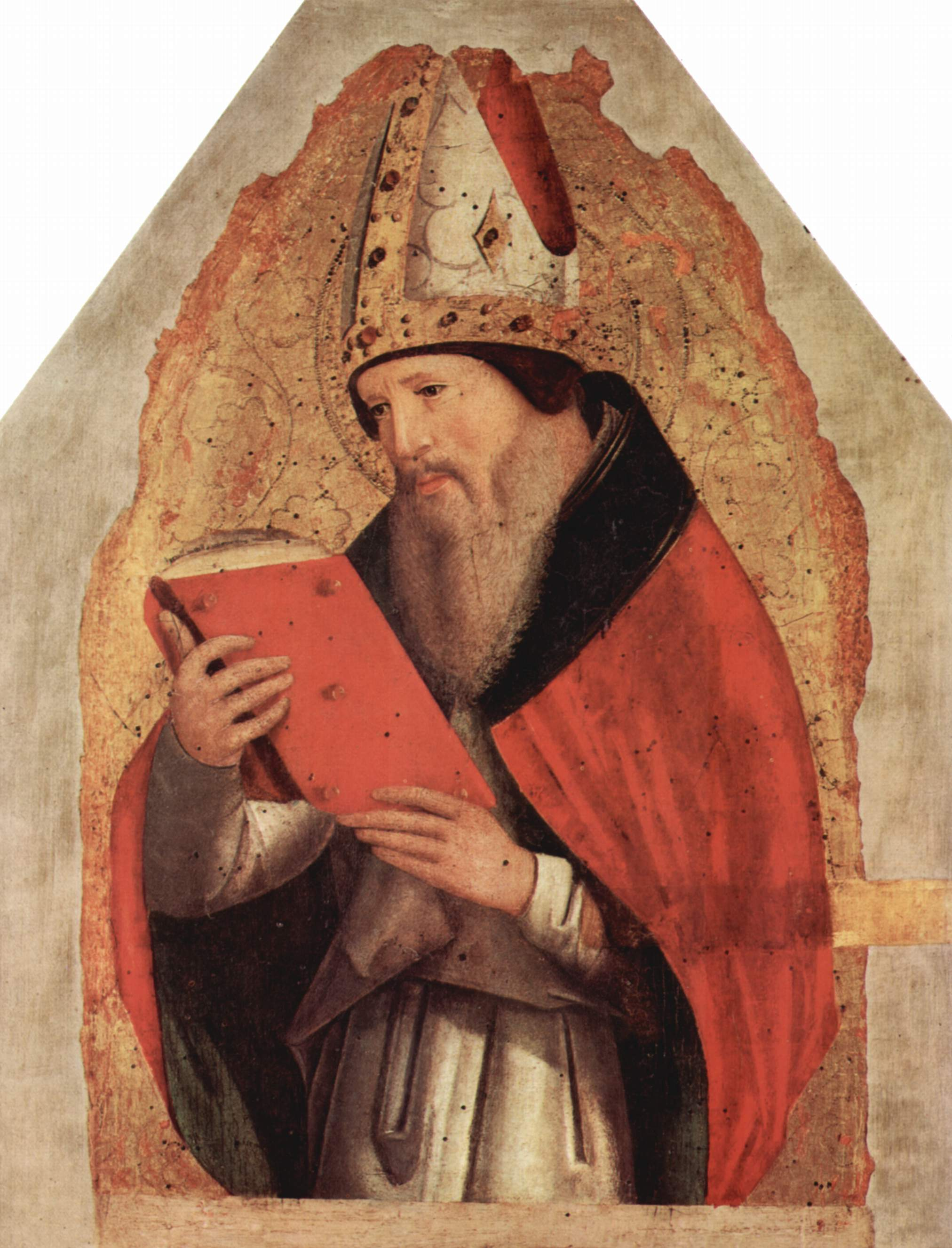
Agostino d'Ippona (354-430) in un dipinto del XV secolo di Antonello da Messina.

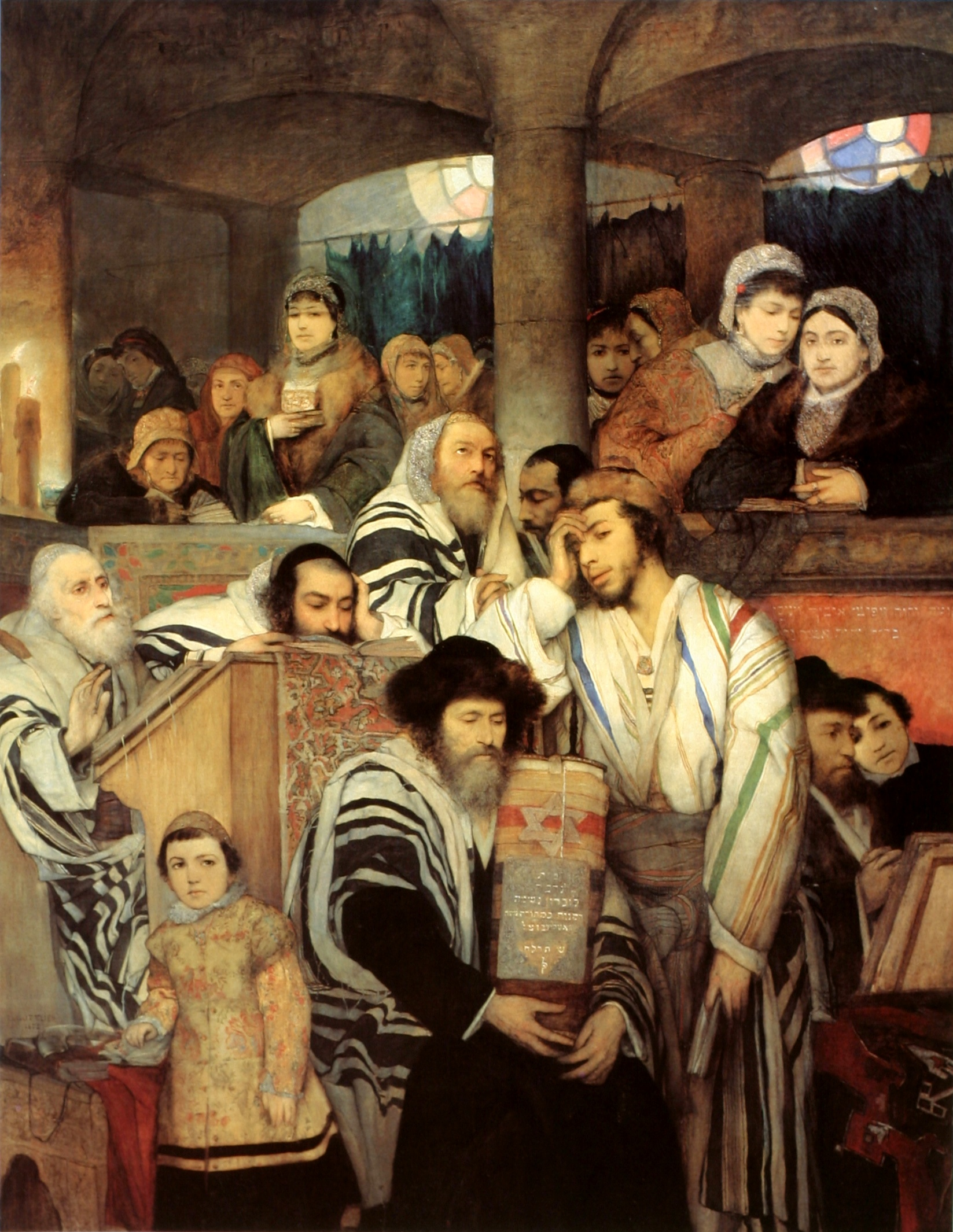
Ebrei in preghiera il giorno dello Yom Kippur, opera di Maurycy Gottlieb (1856–1879). Nell'Occidente cristiano, l'ebraismo, come l'islām, verrà indicato come una religione solo a partire dal XVII secolo.

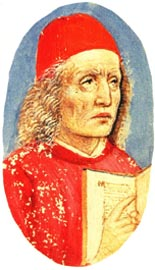
Marsilio Ficino (1433-1499), immagine dalla Biblioteca Medicea Laurenziana.

Massacre saint Barthelemy di François Dubois (1529–1584) conservato presso il Musée cantonal des Beaux-Arts di Losanna. A seguito dei massacri provocati dalle Guerre di religione i pensatori francesi del XVII secolo misero in dubbio la sovrapposizione delle nozioni di civiltà e religione fino a quel momento in vigore.

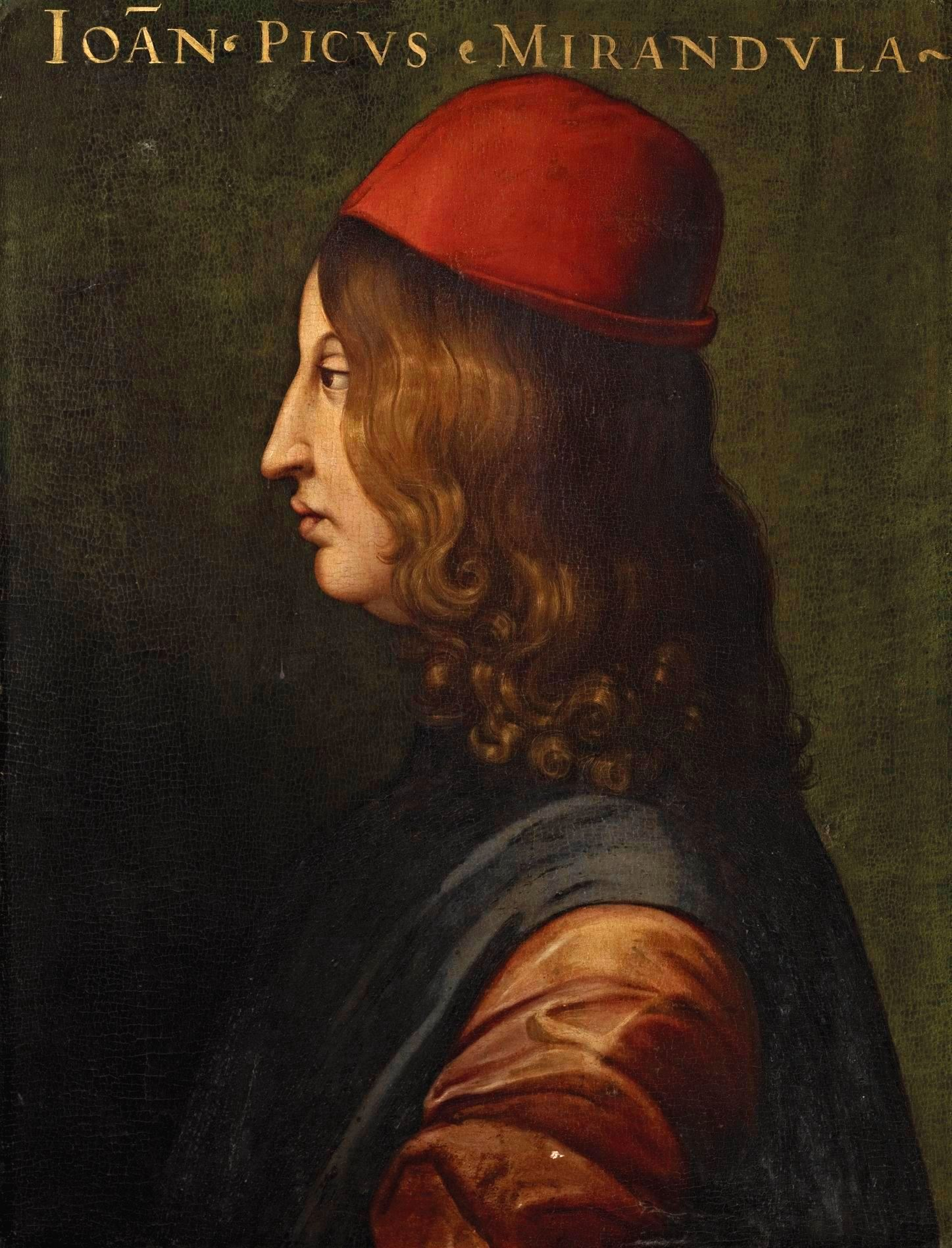
L'umanista italiano Giovanni Pico della Mirandola (1463-1494). Pico della Mirandola fu tra i primi studiosi occidentali ad affrontare in modo comparato differenti credenze religiose.

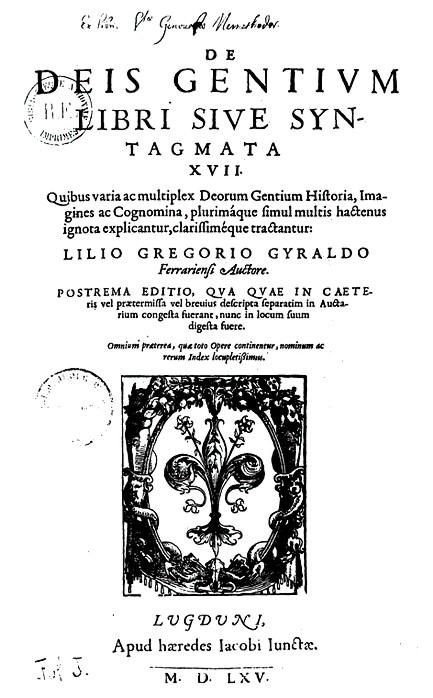
Copertina dell'edizione di Lione del 1565 del De deis gentium di Lilio Gregorio Giraldi.

Le prime comunità cristiane non utilizzano il termine religio per indicare le proprie credenze e pratiche religiose.
Con il tempo, tuttavia, e diffusamente a partire dal IV secolo, il cristianesimo adotta tale termine nell'accezione indicata da Lattanzio, individuandone la sua unicità in quanto la "religione" è l'"unica" via di salvezza per l'uomo.
La relazione tra religio cristiana e quelle dei culti o delle "filosofie" precedenti viene variamente interpretata dagli esegeti cristiani. Giustino (II secolo), ma anche Clemente Alessandrino e Origene, sostengono che partecipando tutti gli uomini al Verbo" coloro che tra questi vissero secondo "ragione" erano comunque dei cristiani. Con Tertulliano (III secolo) la prospettiva cambia e le differenze tra il mondo "antico" e il mondo dopo la "rivelazione" cristiana vengono decisamente accentuate.
Con Agostino d'Ippona (354-430), ma già precedentemente con Basilio, Gregorio Nazianzeno e Gregorio di Nissa, il pensiero platonico rappresenta per i teologi cristiani un esempio della comprensibilità di cosa è la vera "religione".
Rispetto ai significati del termine "religione" nel mondo cristiano, lo storico delle religioni svizzero Michel Despland osserva che:
(Michel Despland. Religione. Storia dell'idea in Occidente, in Dictionnaire des Religions (a cura di Jacques Vidal). Parigi, Presses universitaires de France, 1984. In italiano: Dizionario delle religioni. Milano, Mondadori, 2007, pp. 1539 e sgg.)
Quindi, se inizialmente il termine "religione" è assegnato esclusivamente agli ordini religiosi, a partire dalla Francia il termine accoglie dapprima anche quei pellegrini o cavalieri che se ne mostrano degni attraverso il mantenimento dei loro voti, poi i mercanti onesti e gli sposi fedeli, allargando in questo modo il significato del termine all'intero mondo laicale che osserva con scrupolo i precetti della Chiesa.
Per Tommaso d'Aquino (1225-1274) la religione «propriamente implica l'essere ordinati a Dio» (Summa theologiae II/II q.81, a I) ovvero, come la chiesa, essa riconduce in unum tutte le realtà mondane.
Con la Scolastica la "religione" viene quindi collocata tra le "virtù morali" inserite nella "giustizia" in quanto essa rende a Dio l'onore e l'attenzione che gli sono "dovuti" esprimendosi con atti esteriori, come la liturgia o il voto, ed atti interiori, come la preghiera o la devozione.

### L'"umanesimo" e i primi studi comparativi delle religioni. Le Guerre di religione e il tramonto del termine come sinonimo di civiltà
Con l'"umanesimo" si avviano le prime indagini e le prime comparazioni tra i diversi credi religiosi.
Niccolò Cusano (1401-1464) pone, con la pubblicazione De pace fidei (1453), le prime basi per un dialogo confessionale tra diverse fedi.
Marsilio Ficino (1433-1499), nelle sue opere del 1474 (Theologia platonica e Liber de christiana religione) si accosta alla figura di Gesù Cristo, personalità di altre fedi come Zarathustra, Mosè, Pitagora, Ermete Trismegisto e Proclo.
Giovanni Pico della Mirandola (1463-1494) pubblica, nel 1486, il De omni re scibili, propugnando la tesi che tutte le religioni intendono, nelle loro dottrine, convergere verso il cristianesimo.
Nel 1520 Johann Boehme (1485-1535) pubblica Omnium gentium mores, leges et ritus cercando di evitare, nelle sue analisi dei differenti popoli, il cristianocentrismo in voga all'epoca.
Ma è nel 1548 con l'opera De deis gentium di Lilio Gregorio Giraldi (1479-1552) che appare la prima vera opera esegetica sui miti greci e su quelli egizi.
Lo studioso francese Henry Pinard de La Boullaye (1874–1958) nel suo L'Étude comparée des religions ("Lo studio comparato delle religioni" 1929) osserva come a partire dal III secolo, e fino al XVIII secolo, furono diffuse cinque tesi sulle credenze religiose non cristiane:
- "Tesi dei livelli storici della rivelazione", ad esempio Agostino d'Ippona. Semi di verità furono presenti in tutti gli uomini fino a quando con la venuta di Cristo la vera religione, già presente, fu indicata come cristiana.
- "Tesi della rivelazione originaria". Dopo il Diluvio Universale e la dispersione dell'umanità la rivelazione monoteistica si perse in molteplici politeismi e superstizioni a causa della corruzione degli uomini.
- "Tesi del plagio". I filosofi pagani conoscevano i testi mosaici e ad essi ispirarono la loro opera.
- "Tesi dell'origine demoniaca". Nasce da credenze medievali ebraiche secondo le quali alcuni angeli cacciati da Dio ebbero rapporti con le donne generando gli dèi dell'antichità.
- "Tesi dell'evemerismo". Gli dèi antichi altri non furono che uomini benefattori trasformati col tempo in divinità affinché continuassero a beneficare l'umanità.

In questo periodo, il termine "religione", assegnato al solo cristianesimo, diviene sinonimo di "civiltà".
Con la Riforma protestante, a partire dal XVI secolo, il termine "religione" è assegnato a due confessioni cristiane distinte, e solo con il XVII secolo l'ebraismo e l'islām saranno considerati anch'essi "religioni".
Le feroci "Guerre di religione" del XVI secolo provocano in Francia l'abbandono dell'idea che il termine "religione" possa essere sovrapponibile a quello di civiltà e, a incominciare dal XVII secolo, alcuni intellettuali francesi avviano una critica serrata al valore stesso della religione.
(Michel Despland. Op.cit.)

### "Razionalità" e "religione" nell'Occidente moderno: il disincanto del mondo

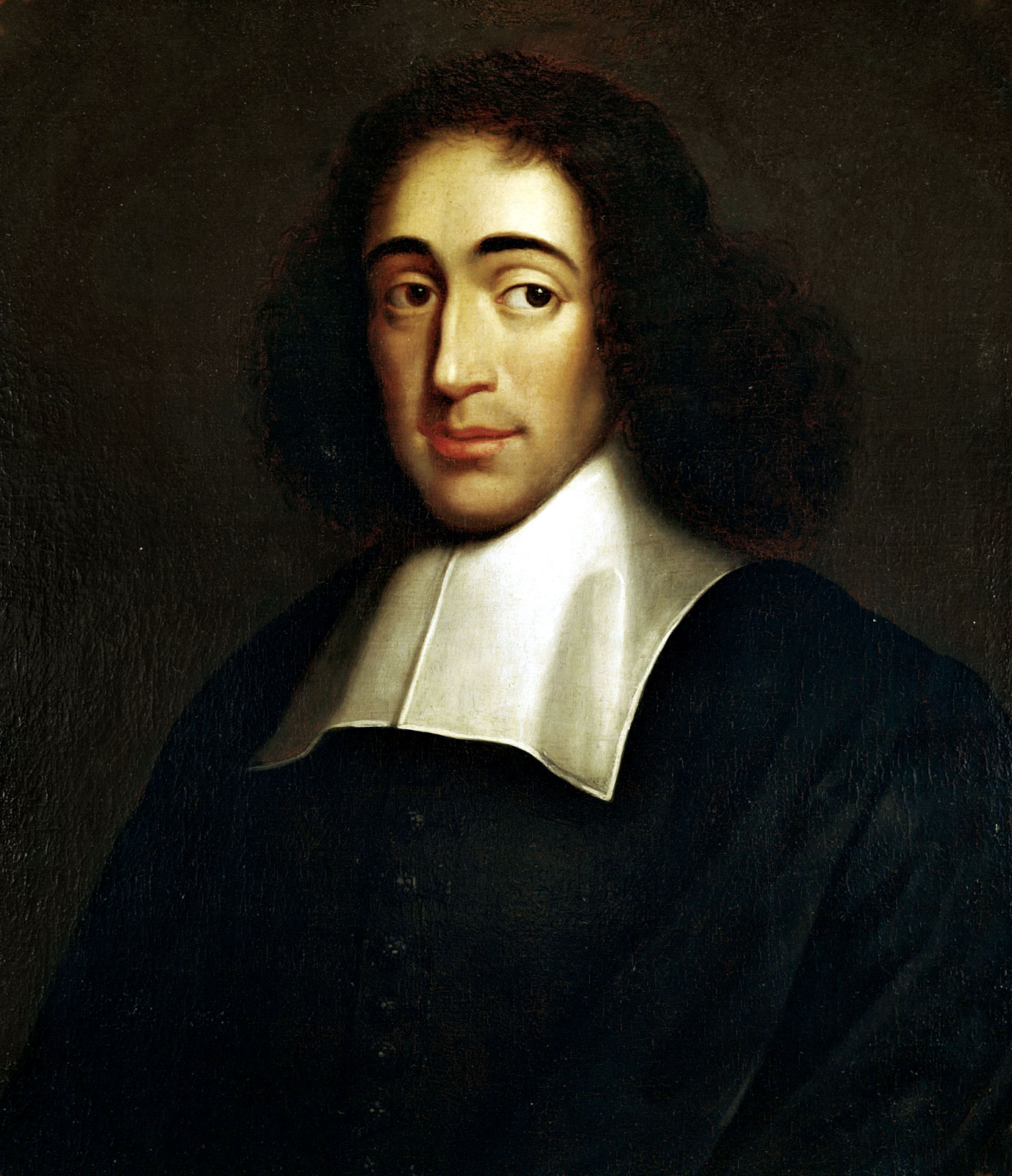
Baruch Spinoza (1632-1677) in un dipinto anonimo del 1665.

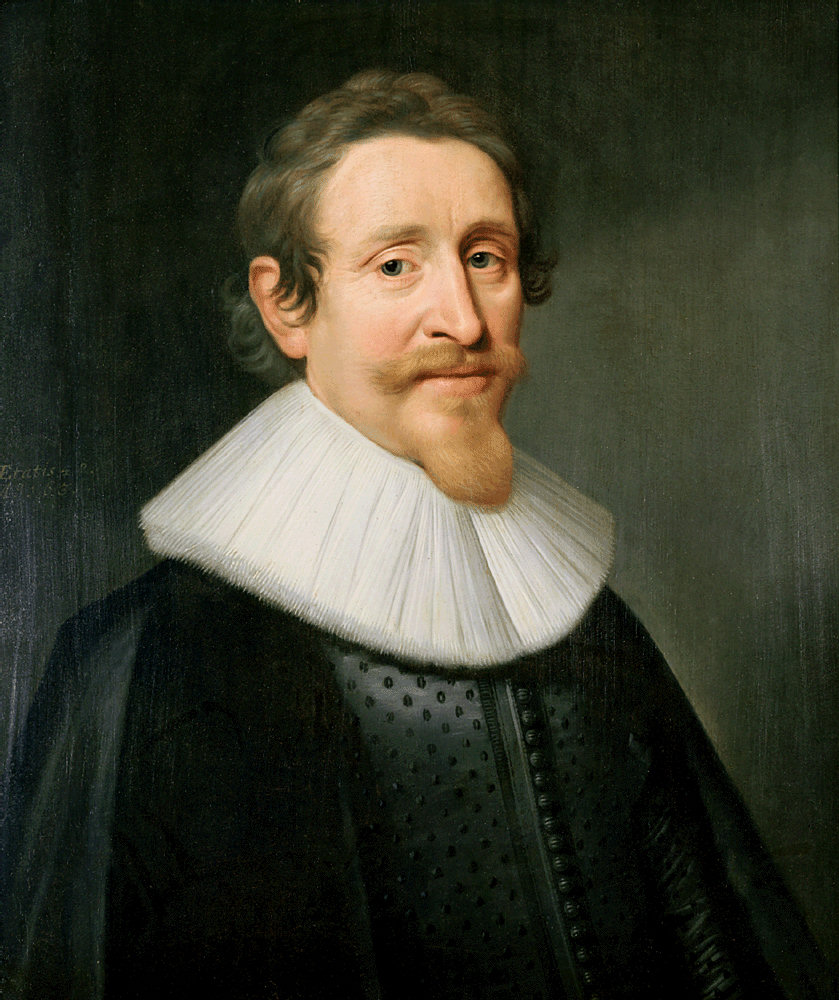
Ritratto di Huig van Groot (1583-1645) opera di Michiel Jansz van Mierevelt (1567–1641).

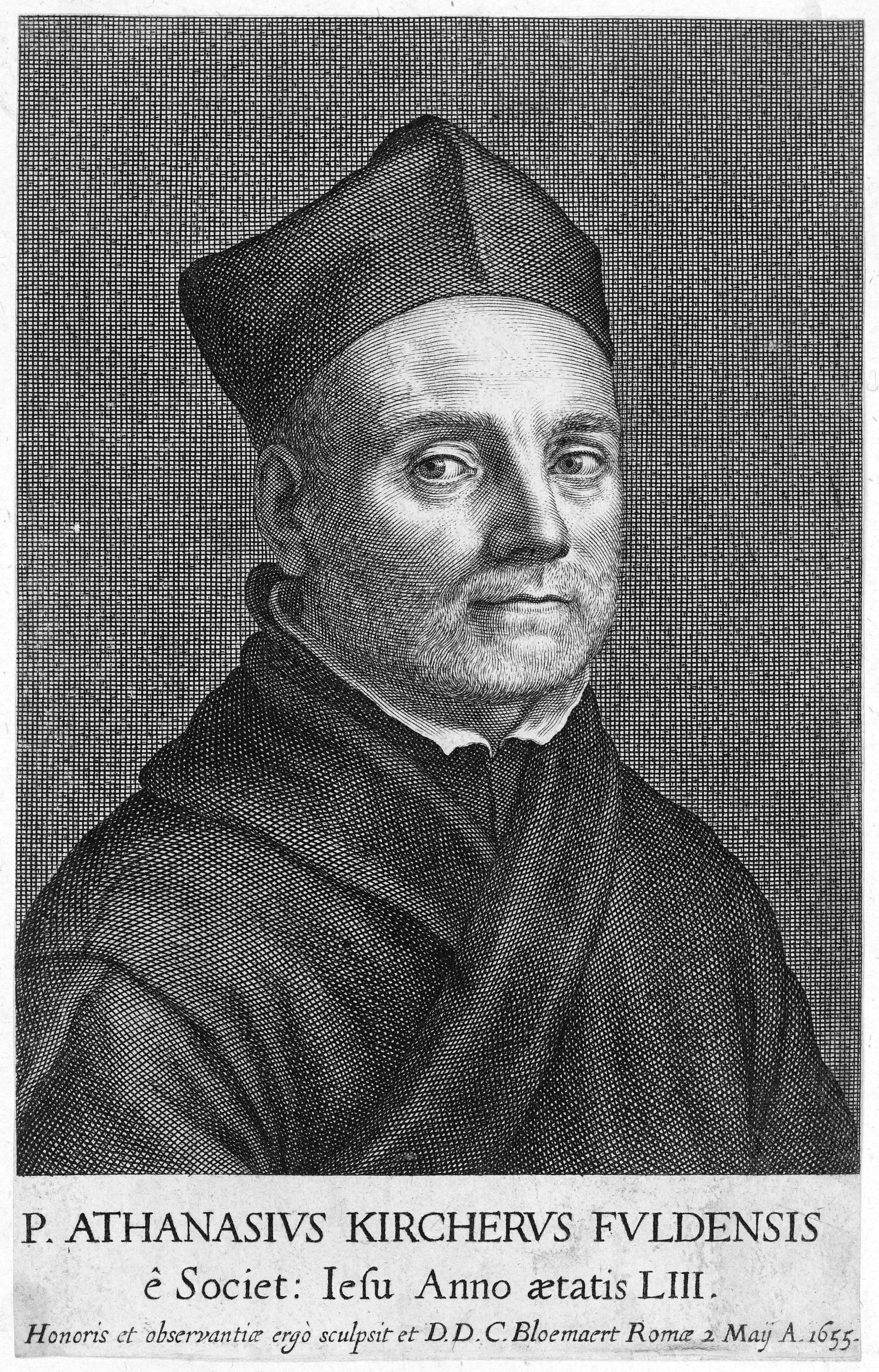
Atanasio Kircher (1602-1680), gesuita ed erudito universale, promosse nel XVII secolo un approccio interculturale e interdisciplinare nel campo dei saperi.

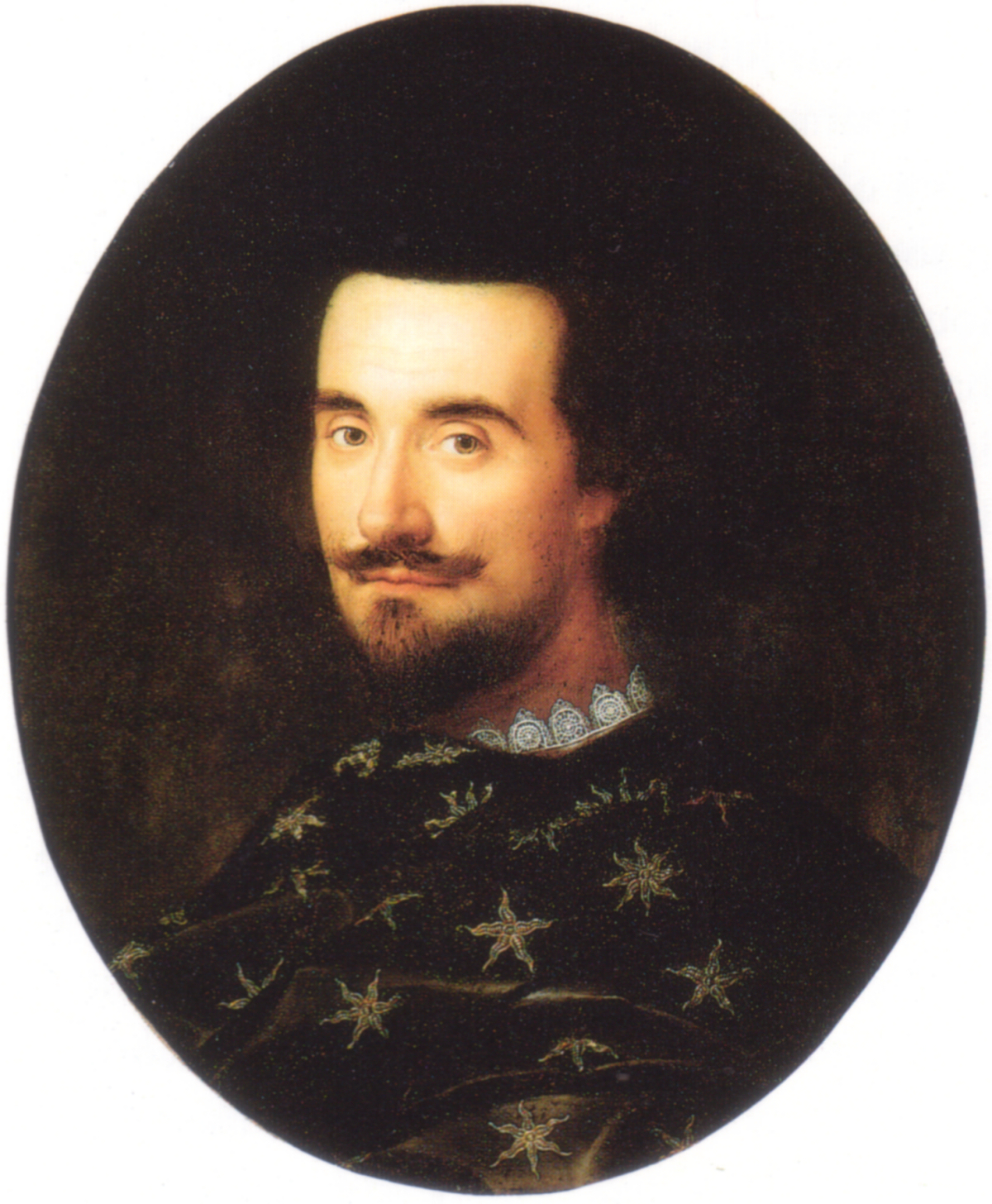
Edward Herbert (1581-1648), in un dipinto di William Larkin (1580–1619).

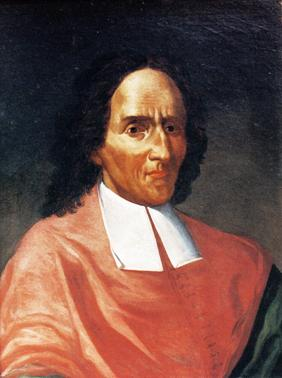
Giambattista Vico (1688-1744), in un dipinto di
Francesco Solimena (1657–1747).

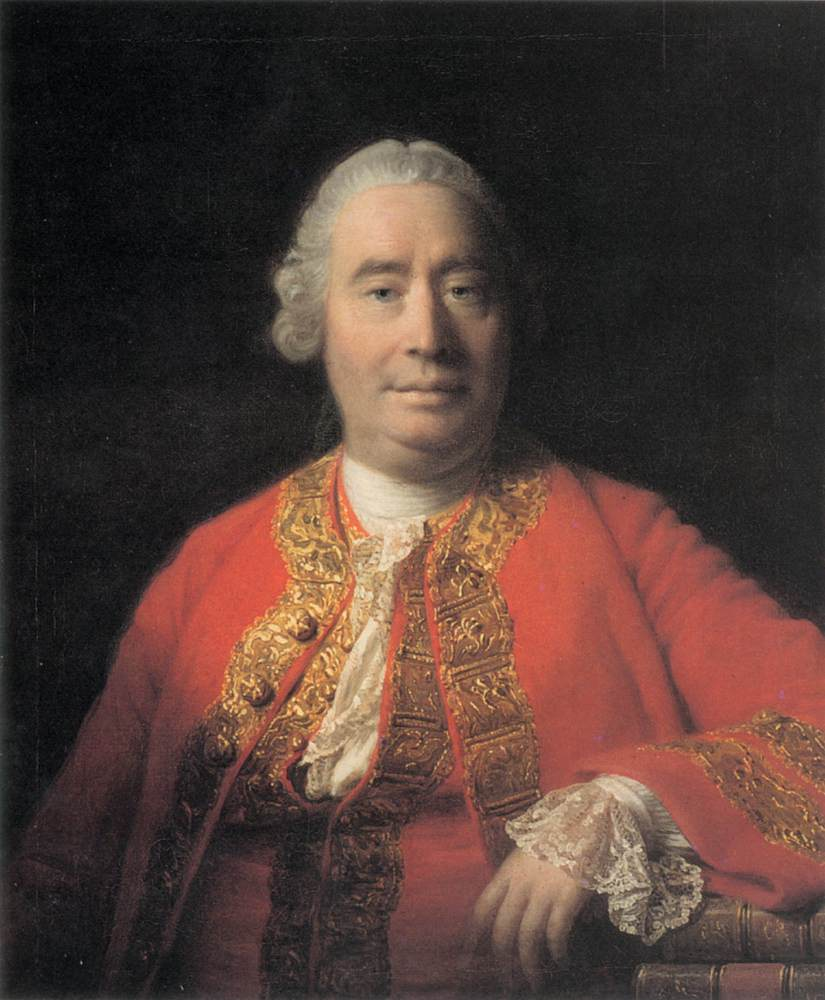
David Hume (1711-1776) in un dipinto di Allan Ramsay (1713–1784).

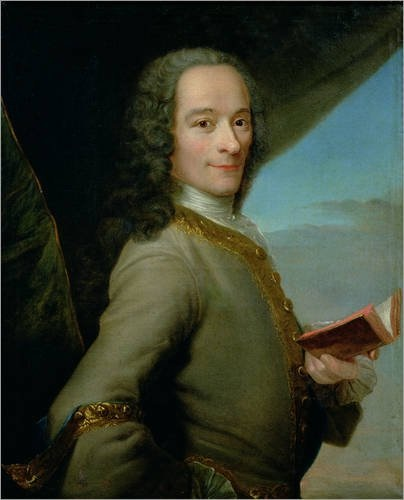
Voltaire (1694-1778) in un dipinto di Maurice Quentin de La Tour (1704-1788).

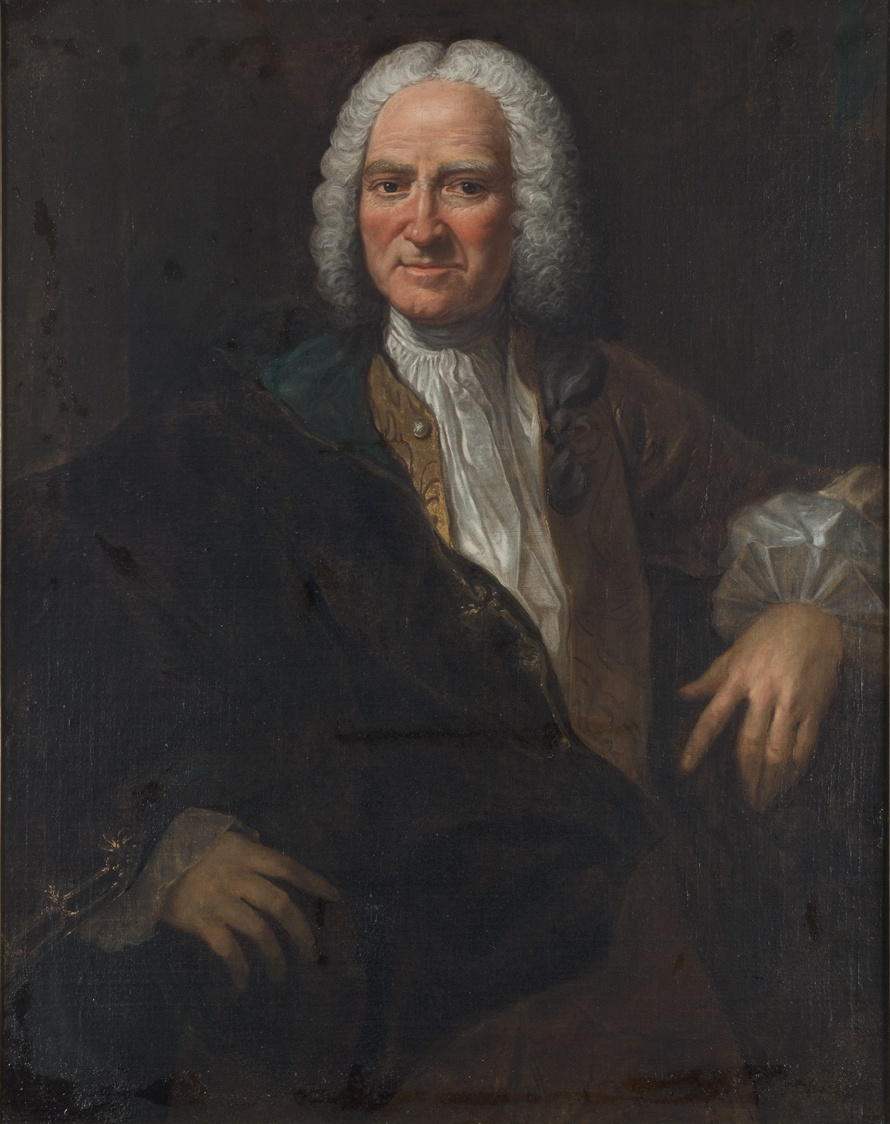
Paul Henri Thiry d'Holbach (1723-1789) in un ritratto di Alexander Roslin (1718–1793).

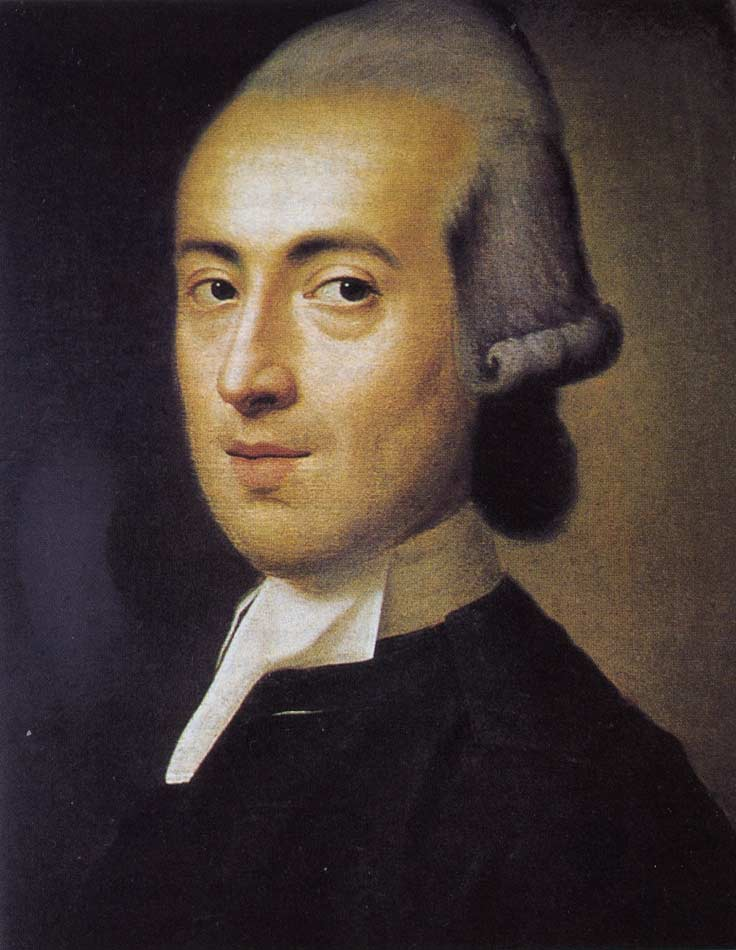
Johann Gottfried Herder (1744-1803), in un ritratto di Johann Ludwig Strecker.

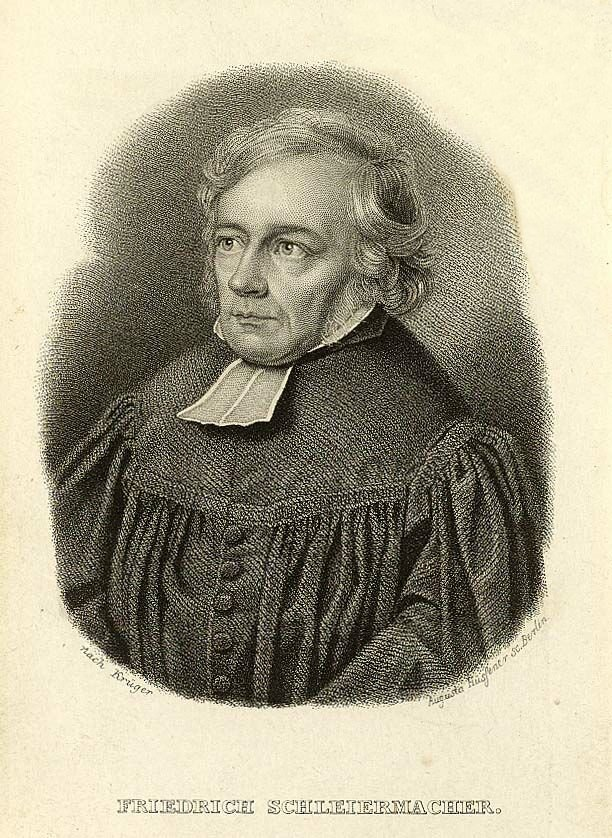
Friedrich Schleiermacher (1768-1834) in un'illustrazione del Deutsches Taschenbuch auf das Jahr 1838.

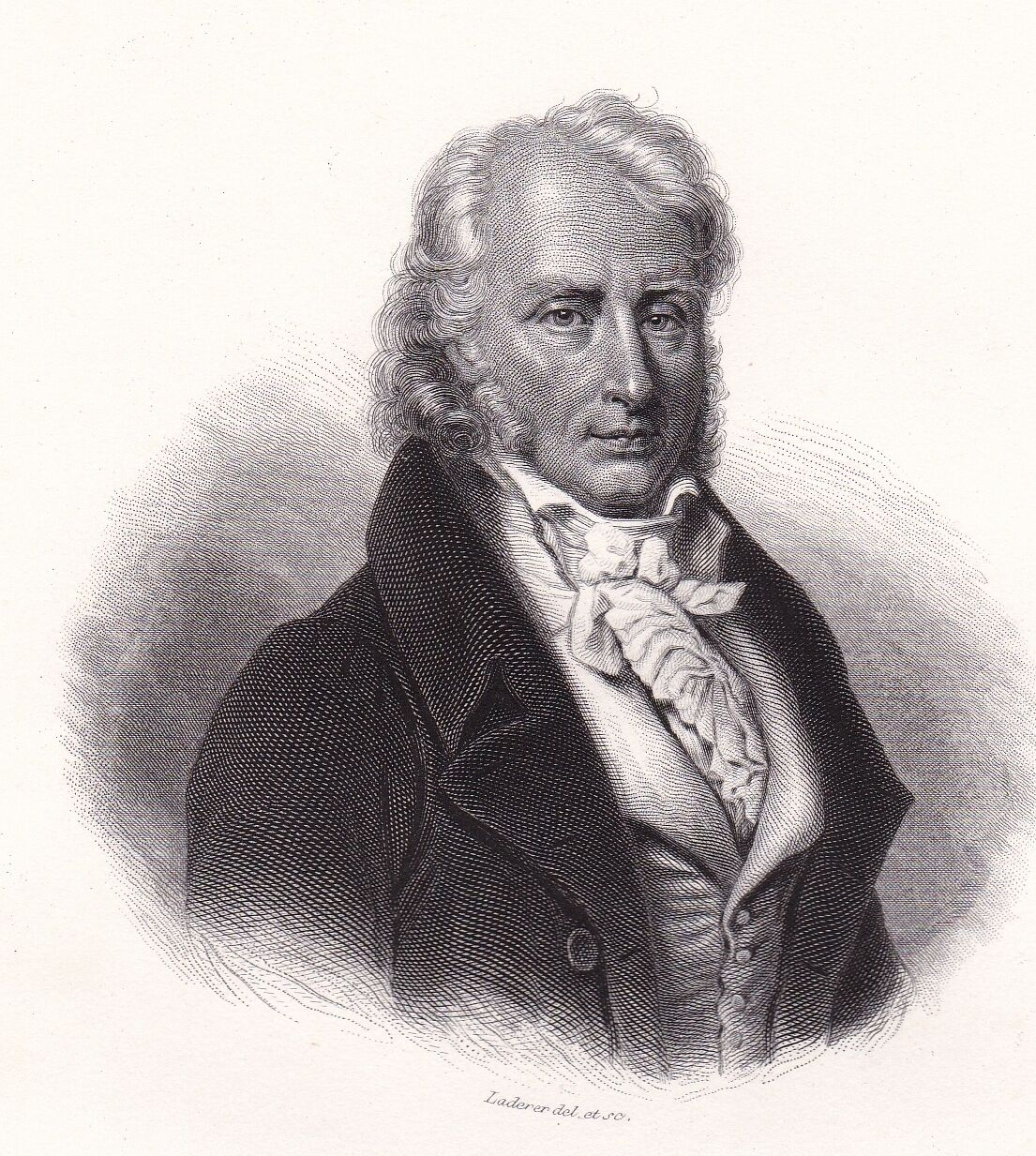
Benjamin Constant (1767-1830)

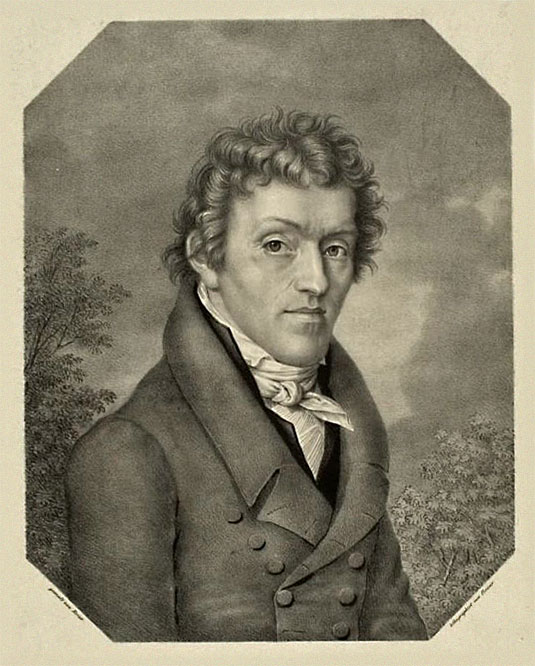
Georg Friedrich Creuzer (1771-1858), in un ritratto di Karl Roux.

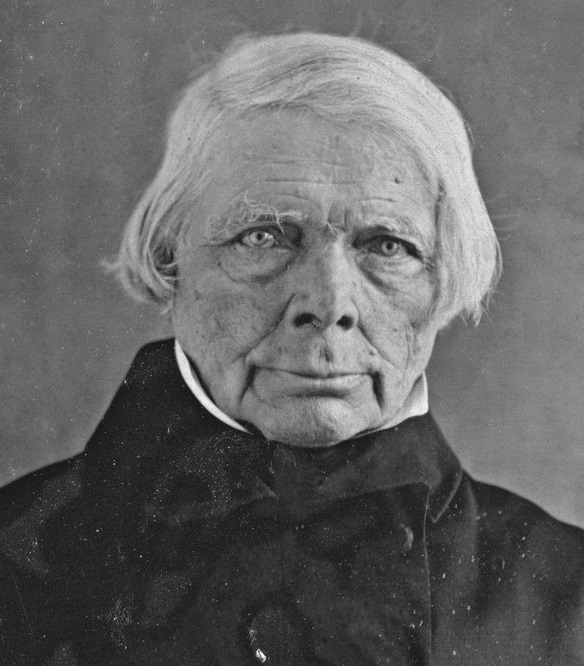
Friedrich Wilhelm Joseph Schelling (1775-1854) in un'immagine del 1848.

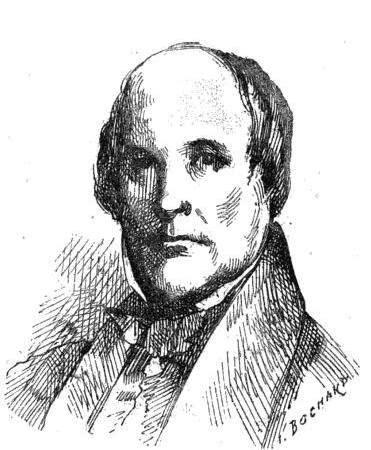
Edgar Quinet (1803-1867) in un ritratto di Louis Bochard.

A partire dal XVII secolo, la Modernità attribuisce valore supremo alla razionalità, affrontando con questo strumento conoscitivo anche l'alveo della religione che così viene sottoposto al suo esame.
Nel 1625 Huig van Groot (1583-1645) pubblica De iure belli ac pacis dove sostiene che uno stato che organizza la società mediante il diritto può essere fondato anche "se Dio non esistesse", offrendo, indirettamente, alle scienze la possibilità di fondarsi senza la legittimazione della religione.
Autori come Galileo Galilei (1564-1642), Thomas Hobbes (1588-1679), Cartesio (1596-1650) e Pierre Gassendi (1592-1655), distinguono le "scienze esatte" (matematica, fisica e meccanica) dal resto del campo del sapere, individuando un preciso metodo di ricerca.
Con il Tractatus theologico-politicus (1670), Baruch Spinoza (1632-1677) invita, per la prima volta, a rivedere la rivelazione biblica alla sola luce del lumen naturale, ovvero liberandola dalle strutture miracolistiche.
Nel 1678 Richard Simon (1638-1712) pubblica Histoire critique du Vieux Testament ("Storia critica del Vecchio Testamento") dove per la prima volta la Bibbia viene esaminata da un punto di vista critico filologico.
In questo nuovo clima culturale Edward Herbert (1581-1648) è il primo ad effettuare un'analisi comparata delle differenti religioni al di fuori di una prospettiva cristiana. Nel suo De religione gentilium (pubblicato postumo) rivaluta il "paganesimo" con i suoi riti e le sue dottrine all'interno di un monoteismo neoplatonico. Di fatto Herbert è il fondatore del monoteismo deista, del tutto indipendente dalla lettura biblica, che influenzerà poi le dottrine religiose illuministe.
Con il gesuita Atanasio Kircher (1602-1680), appassionato studioso della lingua e della cultura egizia, si affaccia l'ipotesi che la cultura classica neoplatonica fosse ispirata direttamente da Dio e che le religioni non cristiane abbiano avuto origine dalla stessa Bibbia.
Pierre Bayle (1647-1706) pubblica nel 1696 il Dictionnaire Historique et Critique ("Dizionario storico-critico") dove condanna la superstizione e l'intolleranza presenti nelle confessioni religiose, proponendo una società composta da "atei virtuosi" e quindi, di fatto, contraddicendo il luogo comune che voleva la "religione" a fondamento di qualsiasi vivere civile e associato.
Un altro importante gesuita, Joseph-François Lafitau (1681-1746), pubblica, nel 1724, uno dei primi studi comparati sulle religioni, il Moeurs des sauvage américains, dove ritiene di rilevare delle affinità tra le credenze dei nativi americani con le dottrine e le pratiche religiose greche.
Nel 1725, Giambattista Vico (1688-1744) con l'opera Scienza nuova, affronta, tra gli altri argomenti, l'ambito dei miti che a sua detta consentono di penetrare nelle differenti culture umane. Vico ritiene anche che l'uomo non può vivere senza avere un rapporto con il mito e con la religione.
All'Académie des inscriptions et belles-lettres, fondata nel 1663 da Jean-Baptiste Colbert, autori come Antoine Banier (1673-1741), Étienne Fourmont (1683-1745), Nicolas Fréret (1688-1749), Michel Fourmont (1690-1746), avviano l'indagine comparata dei miti greci e orientali e lo studio della storia biblica.
Nel 1748 Montesquieu (1689-1755) pubblica L'esprit des lois dove sostiene che mirando all'equilibrio di una società la "religione" più "vera" può anche risultare dannosa, a differenza di quella più "falsa" che invece ottiene benefici effetti.
Anche Charles de Brosses (1709-1777), nel suo Du culte des dieux fétiches del 1760, ritiene di individuare delle analogie tra le pratiche religiose degli indigeni africani con quelle dei greci e degli egizi. De Brosses fu il primo a coniare il termine "feticismo" per indicare la pratica religiosa delle origini dell'umanità, consistente nelle adorazioni di pietre, astri o animali praticate dai popoli primitivi, stadio precedente al politeismo. Lo storico e linguista francese affronta anche il tema della formazione del linguaggio e individua la necessità di estendere le ricerche in questi campi sia sul piano universale che su quello storico.
E se da una parte autori come Gottfried Wilhelm von Leibniz (1645-1716) e Nicolas Malebranche (1638-1715), dopo l'analisi razionale, esaltano i valori religiosi, altri, come ad esempio John Locke (1632-1704) o Jean-Jacques Rousseau (1712-1778), utilizzano la "ragione" per spogliare la "religione" dei suoi contenuti non giustificabili razionalmente.
Altri autori, come l'irlandese John Toland (1670-1722) o il francese Voltaire (1694-1778), sono propugnatori del "deismo", una proposta decisamente razionalista del credo religioso.
Allo stesso tempo autori come Malebranche e Blaise Pascal (1632-1662) iniziano a trattare le "scienze umane" distinguendole da quelle divine.
Linneo (1707-1778) e Georges-Louis Leclerc de Buffon (1707-1788) avviano le prime ricerche nel campo delle "scienze naturali" che, successivamente, con Charles Darwin (1809-1882), conquisteranno l'importante modello esplicativo dell'evoluzione delle specie per mezzo della selezione naturale.
Con David Hume (1711-1776) vi è un rifiuto dei contenuti razionali della religione, nell'insieme considerata un fenomeno del tutto irrazionale, nato dai timori propri dell'uomo nei confronti dell'universo. Partendo dal giudizio di "irrazionalismo" della religione, in Occidente, con ad esempio Julien Offray de La Mettrie (1709-1751) o Claude-Adrien Helvétius (1715-1771), si affacciano le prime critiche radicali alla religione che conducono all'affermazione dell'ateismo.
In questo ambito, nel 1772, Paul Henri Thiry d'Holbach (1723-1789) giunge a sostenere che:
(Holbach, Il buon senso (Le bon sens, 1772), a cura di S. Timpanaro, Garzanti 1985, p.150)
Immanuel Kant (1724-1804) difende il diritto del filosofo di domandarsi in che modo la ragione comune possa vagliare la religione. In tal senso il filosofo tedesco ritiene che la religione possa essere utile al fine di raggiungere la ragione morale intesa come "sommo bene", in quanto fornisce il sentimento di "dovere" agli imperativi morali, non sufficiente in maniera incondizionata nel solo dovere morale, presentandoli come comandi di Dio.
Con la fine del XVIII secolo sorge in Germania un movimento culturale che si oppone all'illuminismo (Aufklärung), che prende il nome di romantisch (romanticismo) nella sua opposizione a klassisch (classicismo). Tale termine veniva adattato dall'analogo inglese romantic ove possedeva il significato di "pittoresco" riferito a un paesaggio, essendo in origine opposto come l'"immaginario" dei racconti "romanzeschi" a ciò che è "reale". In questo contesto di polarità delle idee, i romantici tedeschi intendono valorizzare ciò che non è razionale e classico, e che quindi si fonda su nozioni quali Gefühl (sentimento), Erinnerung (memoria), Sehnsucht (struggimento).
La "poesia" viene così intesa come lingua materna dell'intera umanità (Johann Georg Hamann, 1730-1888).
Nel 1776 il teologo e filosofo tedesco Johann Gottfried Herder (1744-1803) pubblica l'Älteste Urkunde des Menschengeschlechts ("Il più antico documento del genere umano") dove analizzando il testo biblico della Genesi, unitamente ai miti egizi e fenici, sostiene che questi ultimi non furono altro che il tentativo di leggere il divino nei fenomeni naturali, questo un tentativo comune nei popoli antichi. Non solo, Herder sostiene che la classificazione delle religioni non deve più proseguire per mezzo della polarità verità/errore, quanto piuttosto queste devono essere intese come opinioni umane di un dato particolare periodo storico e sociale. Al riguardo Giovanni Filoramo osserva:
(Giovanni Filoramo. Che cos'è la religione-Temi metodi problemi. Torino, Einuadi, 2004, p. 43)
Georg Wilhelm Friedrich Hegel (1770-1831) nelle Vorlesungen über die Philosophie der Religion (1832; "Lezioni sulla filosofia della religione") intende portare a compimento quell'obiettivo proprio dell'idealismo tedesco di sostituire la religione con la filosofia, una filosofia "salvifica" che sostituisca la "rappresentazione" religiosa con la fatica del pensare. La religione, per Hegel, si pone quindi a metà strada tra l'arte e la filosofia. 
(Hegel, Lezioni sulla filosofia della religione (1832). Bologna, Zanichelli, 1973 p.80)
Georg Friedrich Creuzer (1771-1858) nell'opera Symbolik und Mythologie der alten Völker, besonders der Griechen ("Simbolismo e mitologia dei popoli antichi, soprattutto greci") del 1812, sostiene che il "simbolismo" religioso è frutto dello spirito umano, e quindi, per tramite di questo, si può cogliere la natura unica di tutte le religioni antiche.
Friedrich Schleiermacher (1768-1834) pubblica nel 1799 Über die Religion. Reden an die Gebildeten unter ihren Verächtern, un'opera-caposaldo della successiva corrente di studi che vede il sentimento religioso come un dato strutturale della coscienza umana. In quest'opera del grande teologo tedesco, per la prima volta si legge il fenomeno religioso come quella capacità umana di "intuire" e "sentire" l'universo, una vera e propria caratteristica antropologica universale. 

Al riguardo Giovanni Filoramo osserva che tale interpretazione è:
(Giovanni Filoramo. Op. cit., p. 44)
L'erudito Benjamin Constant (1767-1830), dal 1824 fino alla sua morte, pubblica cinque volumi (altri due usciranno dopo la sua scomparsa) sul De la religion considérée dans sa source, ses formes et son développements, opera incompiuta, in cui evidenzia come il sentimento e il vissuto religioso siano inerenti alla condizione umana, esprimendosi nei differenti modi che culture e i periodi storici consentono loro.
Con la Philosophie der Mythologie  (Filosofia della mitologia, 1842) Friedrich Wilhelm Joseph Schelling (1775-1854), riprende i lavori rinascimentali sulla mitologia, interpretando le credenze precristiane come un passaggio fondamentale per la rivelazione di Dio nella coscienza umana. Il contenuto dei miti è dunque, secondo Schelling, profetico, una rivelazione divina che esprime delle verità. Per tale ragione l'ermeneutica del mito non può che essere di ambito religioso.
Anche Edgar Quinet (1803-1867), ateo e liberale, nonché allievo di Victor Cousin (1792-1867), il primo studioso a creare una cattedra universitaria di Filosofia della religione, in Le génie des religions, sostiene che le religioni possiedono una dato comune che corrisponde alla volontà di sacralizzare la natura.
Jules Michelet (1798-1874) in Introductione all'historie universelle (1831) intende dimostrare come il succedersi delle differenti civiltà altro non sia che il manifestarsi progressivo del pensiero divino.

### Le religioni e il XIX secolo: il "positivismo" e il "materialismo"

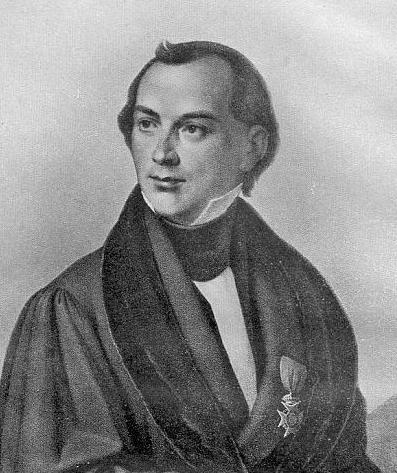
Karl Otfried Müller (1797-1840).

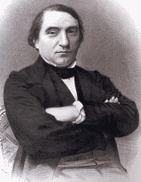
Ernest Renan (1823-1892).

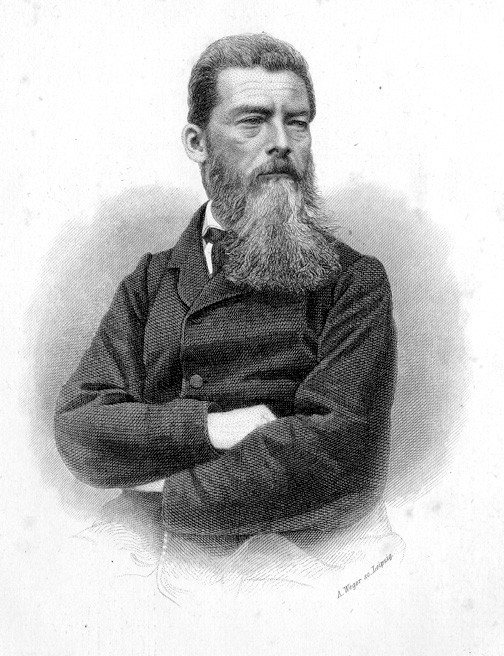
Ludwig Feuerbach (1804-1872), ritratto di
August Weger (1823–1892).

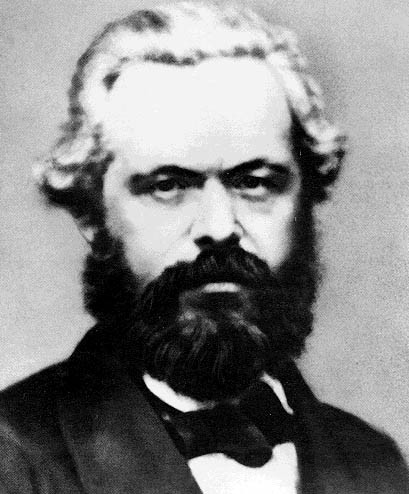
Karl Marx (1818-1883) in una foto del 1866.

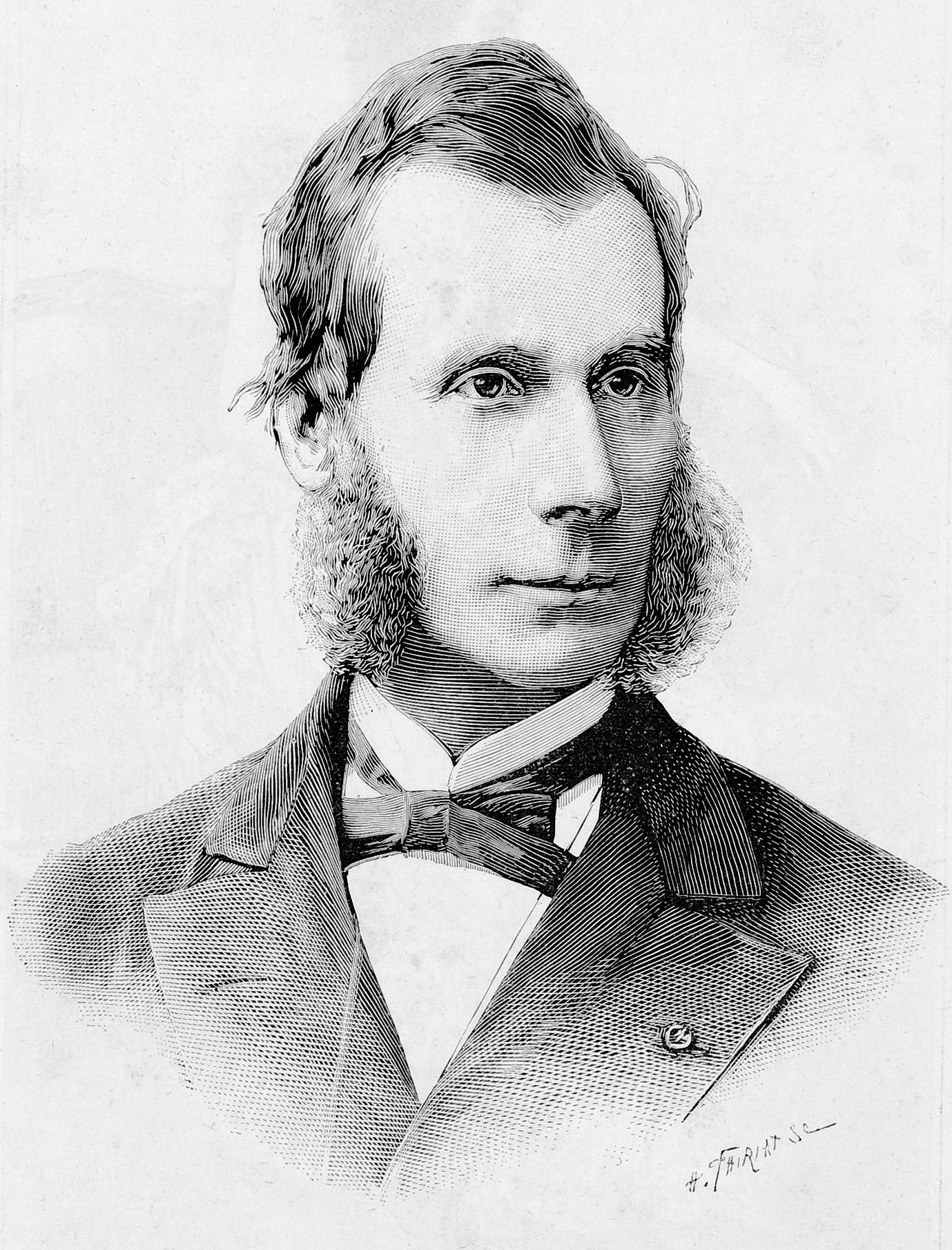
Fustel de Coulanges (1830-1889).

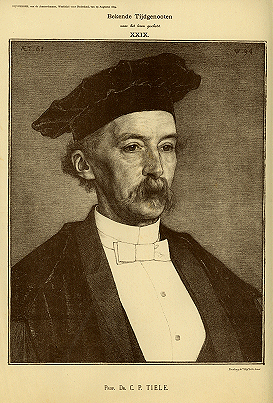
Cornelis Petrus Tiele (1830-1902).

A fronte del grande interesse nei confronti delle diverse tradizioni religiose espresso dagli intellettuali romantici, Karl Otfried Müller (1797-1840) con il suo Prolegomena zu einer wissenschaftlichen Mythologie (1825) sottolinea, per la prima volta, la necessità di sottoporre sia questo interesse, sia il grande materiale documentale via via raccolto dall'Oriente, a un rigoroso procedimento storico fondato sulla critica, sulla comparazione e sulla filologia.
Ernest Renan (1823-1892), discepolo di Edgar Quinet e famoso semitista e storico della cultura ebraica, in Études d'histoire religieuse (1857) ritiene che lo studio della "storia delle religioni" deve risultare privo della lettura teologica e, piuttosto, venire affrontato secondo i modelli di indagine proposti dal positivismo. Renan, da orientalista, eredita anche l'idea prettamente romantica dell'India come luogo di origine di tutte le religioni.
Nel XIX secolo giungono e si studiano in Europa testi come la Bhagavadgītā, i Veda, l'Avesta; si fonda a Parigi, nel 1822, la Société Asiatique che pubblica il Journal Asiatique; si avviano le discipline dell'egittologia, dell'orientalismo, dell'etnografia, ecc.
In questo quadro di primi studi vi è chi anticipa il pericolo di una lettura con idee "moderne" del pensare antico, fatto che può falsificare la ricerca storica e distorcerne i risultati. Fustel de Coulanges (1830-1889) nella La cité antique (1864), ove pone la religione a fondamento delle città antiche, mette in guardia da questi pericoli, ricordando che lo storico deve studiare esclusivamente i documenti emersi senza alcuna valutazione fondata sui pregiudizi o sulle idee moderne.
Ludwig Feuerbach (1804-1872) in Das Wesen der Religion ("L'essenza della religione", 1845) sostiene che la religione origina dalla consapevolezza degli uomini di dipendere da ciò che li circonda (la natura), è quindi l'ipostatizzazione della stessa natura in ente soprannaturale a cui offrire devozione e chiedere protezione. Non è Dio che crea la natura, quanto piuttosto la natura che spinge gli uomini a inventare Dio.
Anche Karl Marx (1818-1883) nelle sue opere indica la "religione" come creata dall'uomo per sopportare il peso della sua infelicità generata da una società fondata sullo sfruttamento (in particolar modo nella società capitalistica). La religione è quindi solo "l'oppio dei popoli". Eliminando la "religione" si costringono gli uomini a cercare, e quindi ottenere, una felicità reale al posto di una immaginaria.
Edward Burnett Tylor (1832-1917), nel suo Primitive Culture, edito nel 1871, eredita dal romanticismo la ricerca delle origini delle religioni che, tuttavia, non riscontra nel sentimento/intuizione dell'infinito, quanto piuttosto da una concezione evolutiva del credo religioso la quale procedendo dal più "semplice" si sviluppa in termini di "complessità".
Lo studioso olandese Cornelis Petrus Tiele (1830-1902) può essere considerato come l'iniziatore della "scienza delle religioni". Egli infatti pubblica i primi veri e propri manuali di storia delle religioni: Vergelijkende geschiedenis van de egyptische en mesopotamische Godsdiensten (1872) e Geschiedenis van den godsdienst in de oudheid tot op Alexander den Groote (1876).
Secondo Tiele tale disciplina dovrebbe essere denominata come ierologia (scienza del sacro) con due ambiti distinti:
- la "ierografia", che descrive le singole credenze religiose;
- la "storia delle religioni", che descrive lo sviluppo storico e i mutamenti delle credenze religiose, ma che ha anche il compito di indicare le evoluzioni di queste credenze.

Il fenomeno religioso, per Tiele, è universale e in quanto tale non può avere origine storica quanto piuttosto psicologica. Esso consiste nel rapporto tra le "potenze sovrumane", in cui crede l'uomo, ed egli stesso.